# Dyschoriste clarkei
Dyschoriste clarkei là một loài thực vật có hoa trong họ Ô rô. Loài này được (Vatke) Benoist mô tả khoa học đầu tiên năm 1967.